# Svedagon pagoda
A Svedagon pagoda (más nevein Sve Dagon Pava vagy Arany pagoda) harang alakú sztúpa a mianmari Rangun központjában. Egy, a város fölé magasodó dombon áll Mianmar legszentebb épülete – minden idők egyik legpazarabb és legnagyobb költséggel épült temploma.
A teljes egészében fénylő arannyal beburkolt buddhista építmény a Szinguttara-domb oldalában, 51 méter magasból tornyosul a mianmari főváros fölé. A több mint száz pavilonjával, sztúpájával és egyéb épületével a Svedagon templomegyüttese aranyozás nélkül is lenyűgöző építészeti remekmű volna.
A hagyomány úgy tartja, hogy a templomot 2500 éve alapították, történészek szerint a mon nép emelte a 6-10. század között. A 14-15. században kibővítették, jelenlegi méretét pedig a 18. században nyerte el. Volt idő, amikor Burma uralkodói azon versengtek, hogy melyikük járul több arannyal a Svedagon vakítóan ragyogó sztúpájának díszítéséhez. Ma a pagodát közel 9 tonnányi tiszta arany díszíti, felső részeit pedig drágakövekkel (gyémánt, rubint, smaragd, topáz és zafírkövekkel) díszítették. A csúcs hegyét egy 76 karátos gyémánt koronázza.
A központi sztúpa – amely Buddha több hajszálát rejti – az alapzattól számítva 99 méter magas, kerülete 433 méter. Négy bejárat vezet a sztúpába, melynek egyes részeibe csak szerzetesek és férfiak léphetnek be. Ezt a központi építményt 64 kis sztúpa veszi körül. A fősztúpa sarkait szfinxek vigyázzák, az oldalukon három oroszlántestű griffmadárral. A sztúpa alapzatán valamennyi oldalon egy-egy pavilon nyúlik túl, benne Buddha képmásaival, amelyek elé a hívek ajándékaikat tehetik, akárcsak a sztúpa alapja melletti szentélyekben. Láthatunk itt még térdelő elefántokat, megtestesült szellemeket és egyéb mitikus teremtményeket is.
Jóllehet a pagoda elsősorban buddhista kegyhely, fontos szerepet kapott a burmai függetlenségi mozgalom történetében is. Emlékmű hirdeti, hogy a templomegyüttes 1920-ban a brit gyarmati kormányzat elleni diákmegmozdulások központi helyszíne volt.
E szent hely meglátogatásakor ajánlatos ügyelni a megfelelő öltözékre.

## Galéria

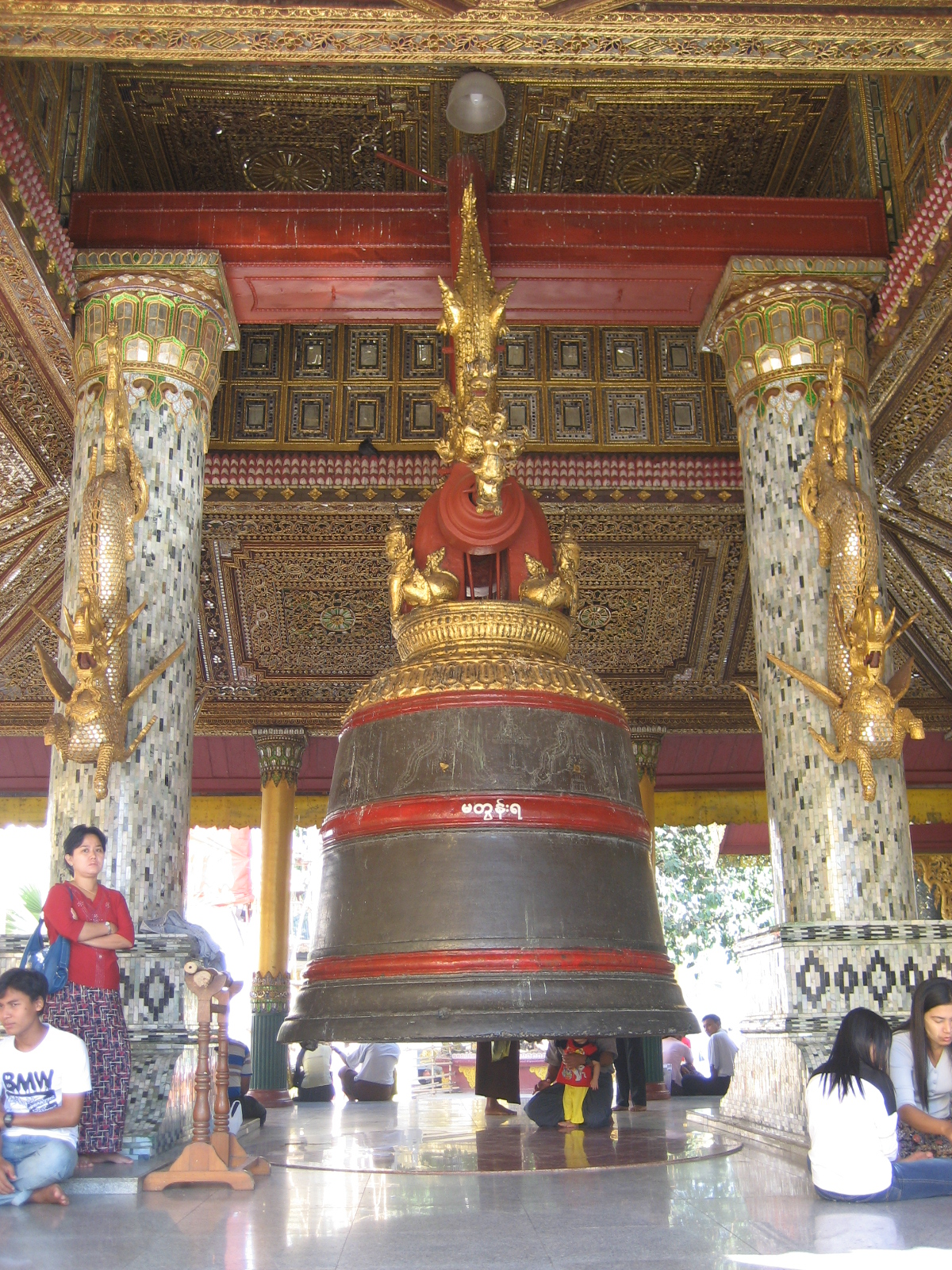
The Maha Tissada Gandha Bell
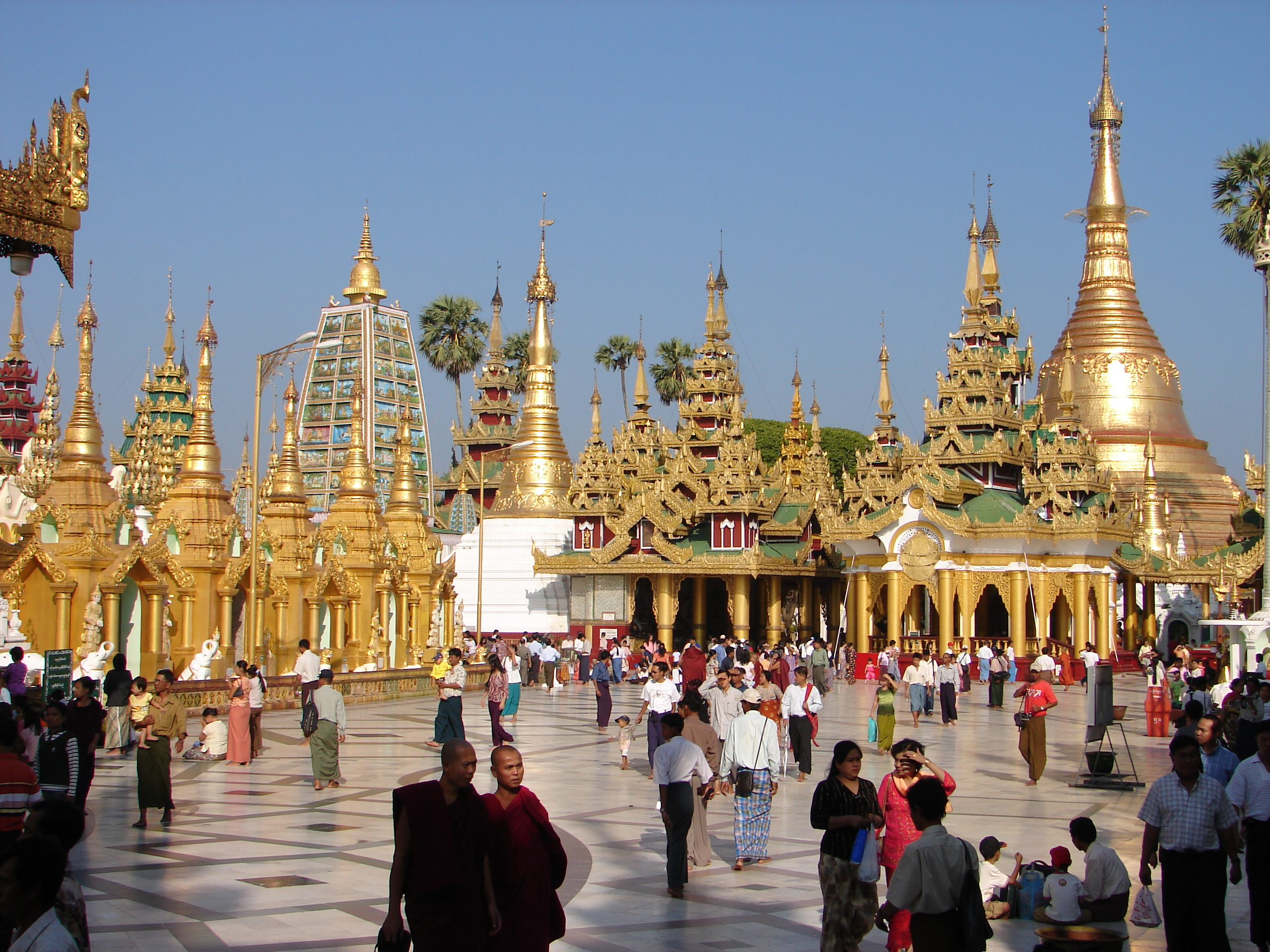
Svedagon
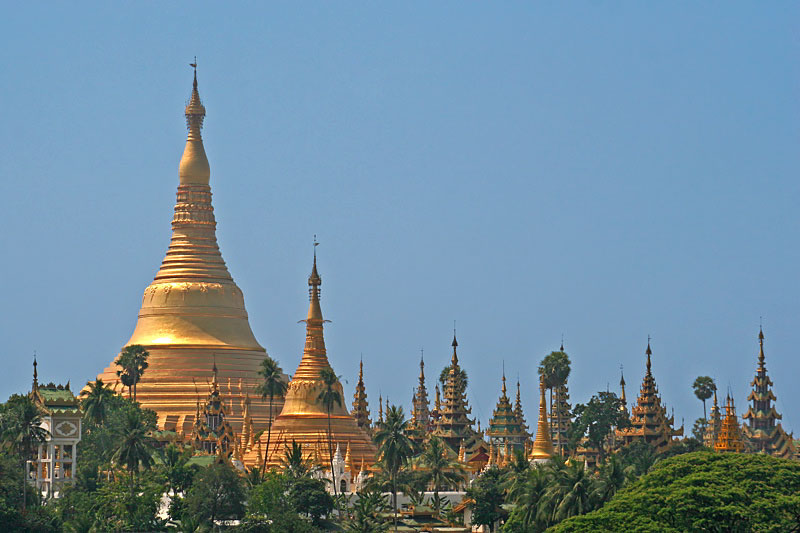
Svedagon, sztúpák erdeje
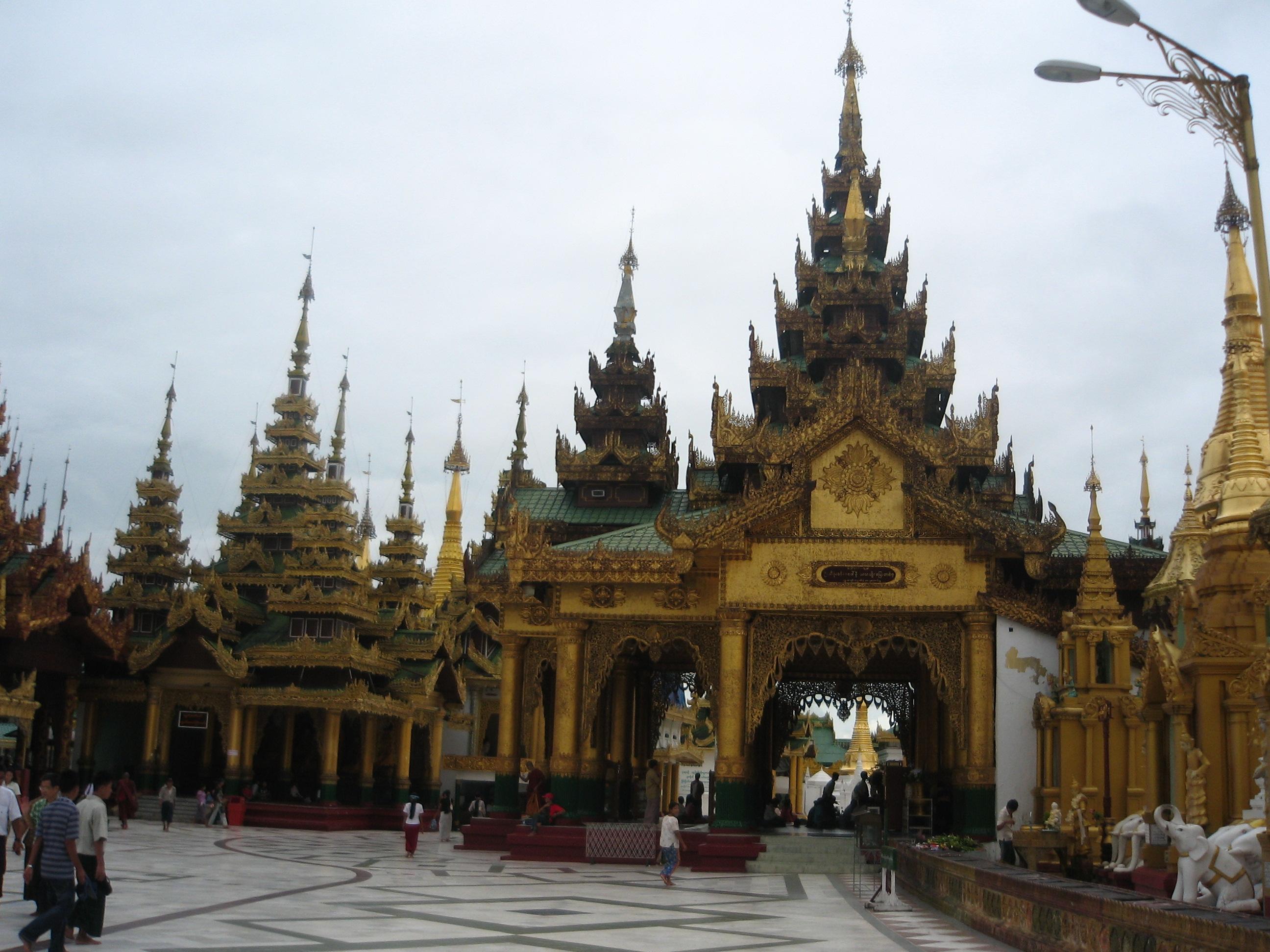
Eastern mote
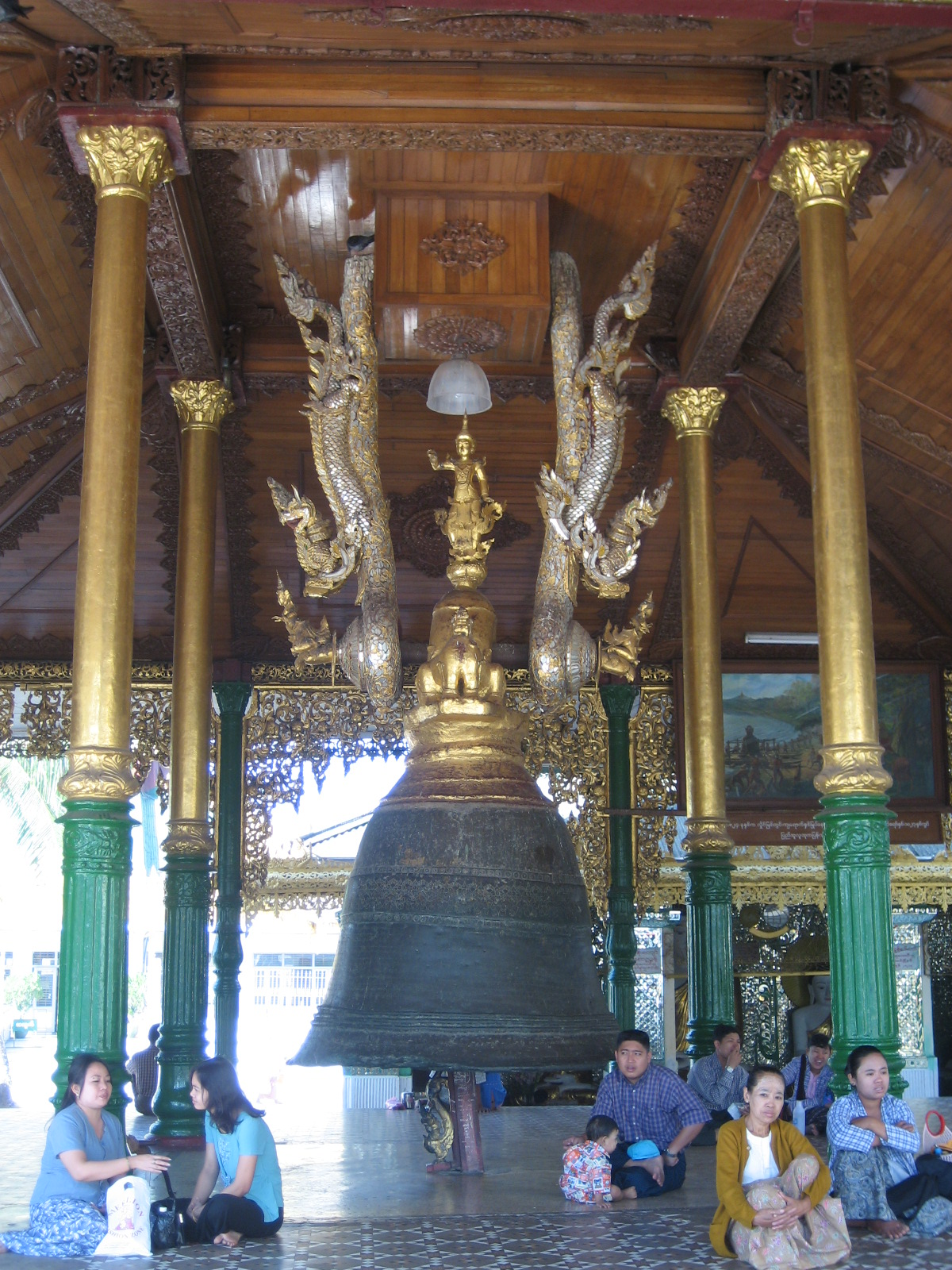
Singu Min Bell
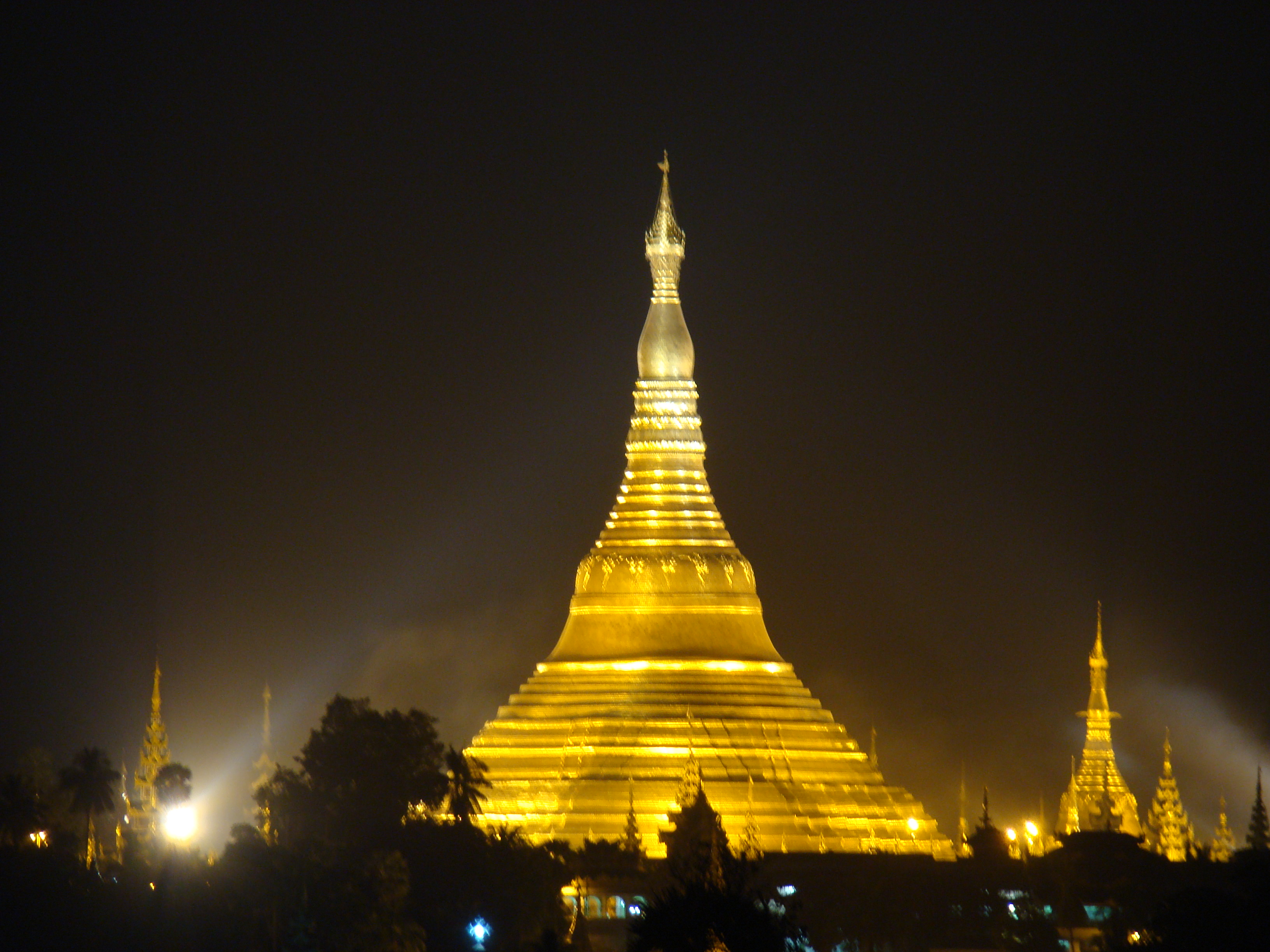
A Svedagon pagoda éjjel
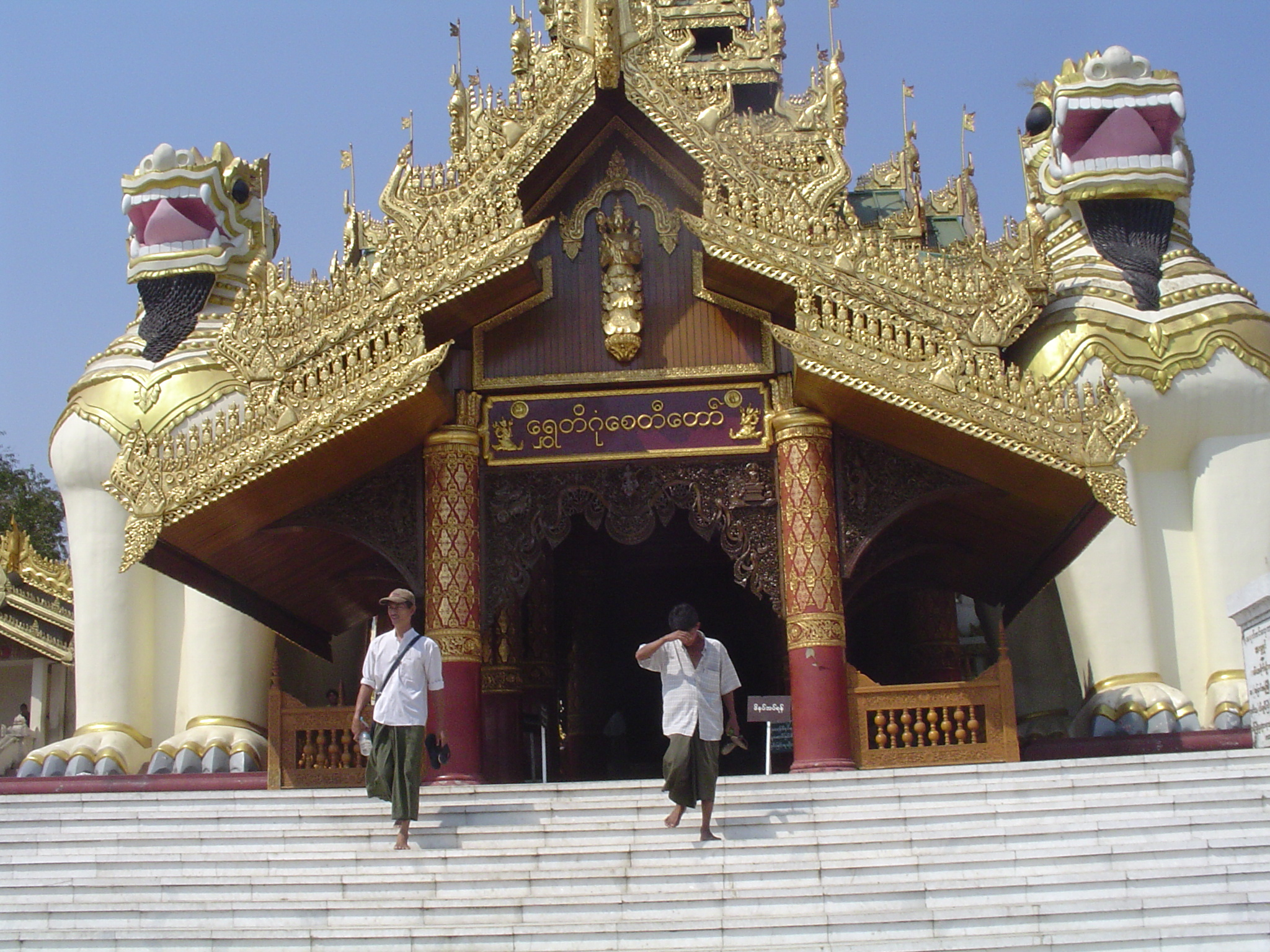
A déli bejárat
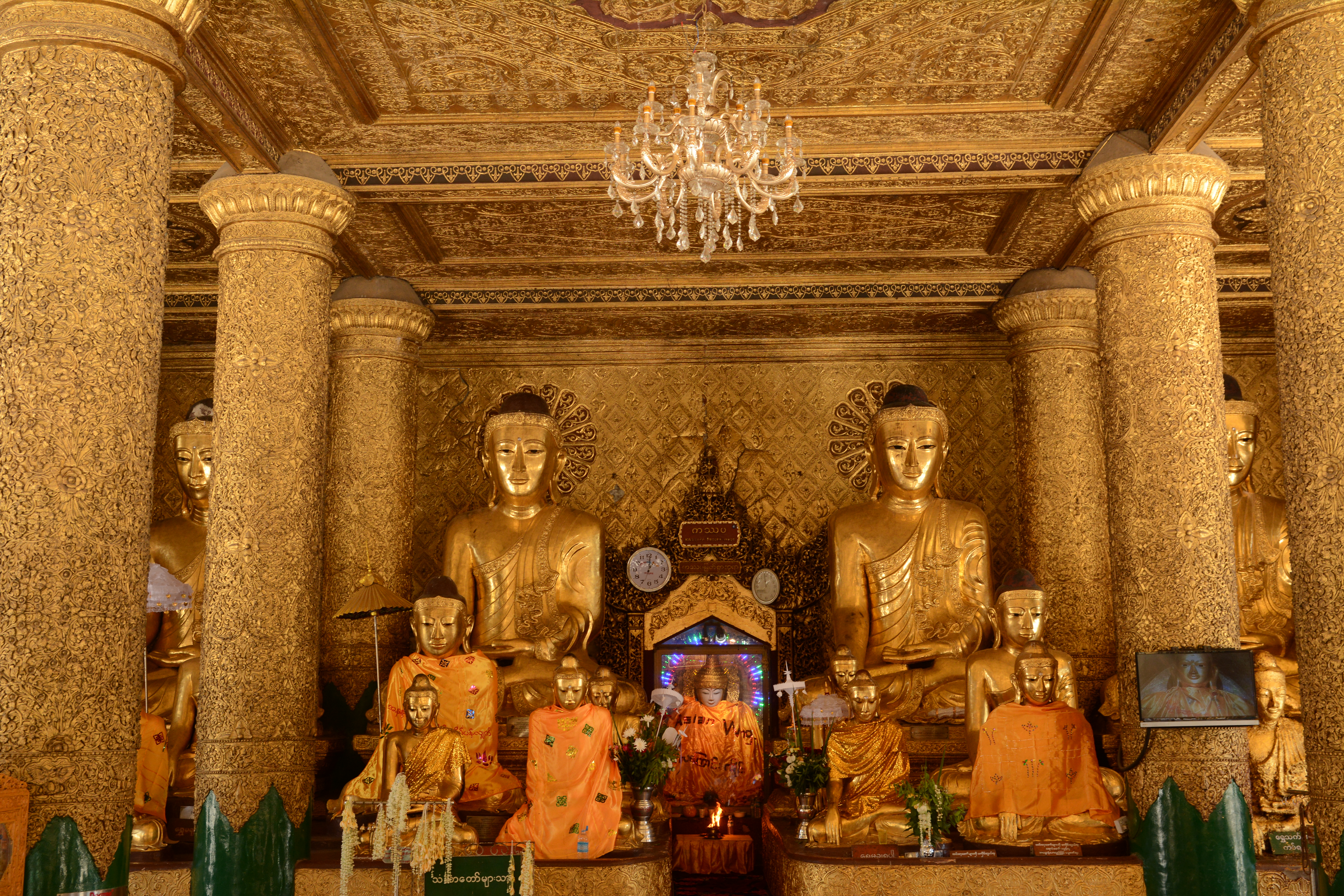
Belső
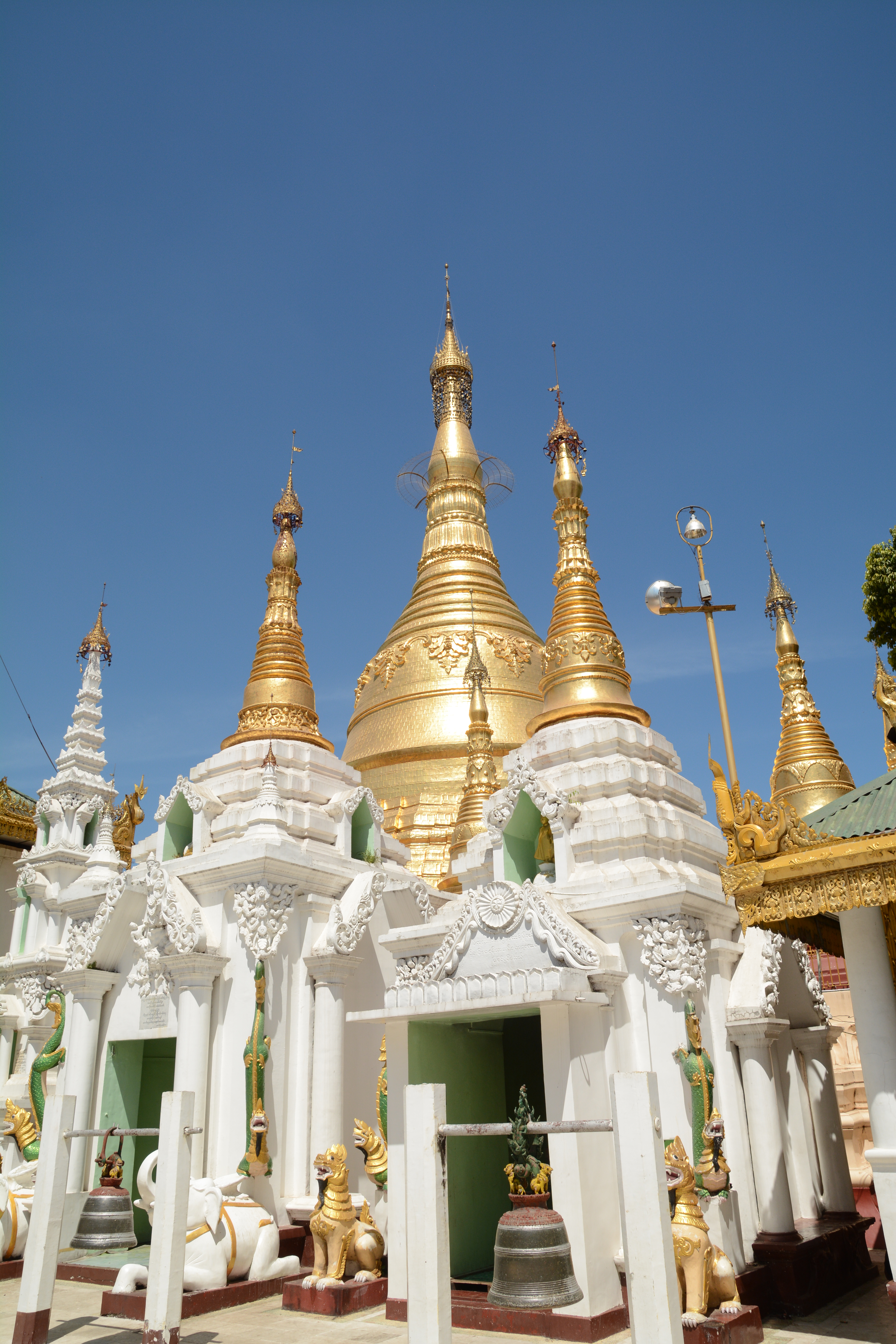
Second height pagoda
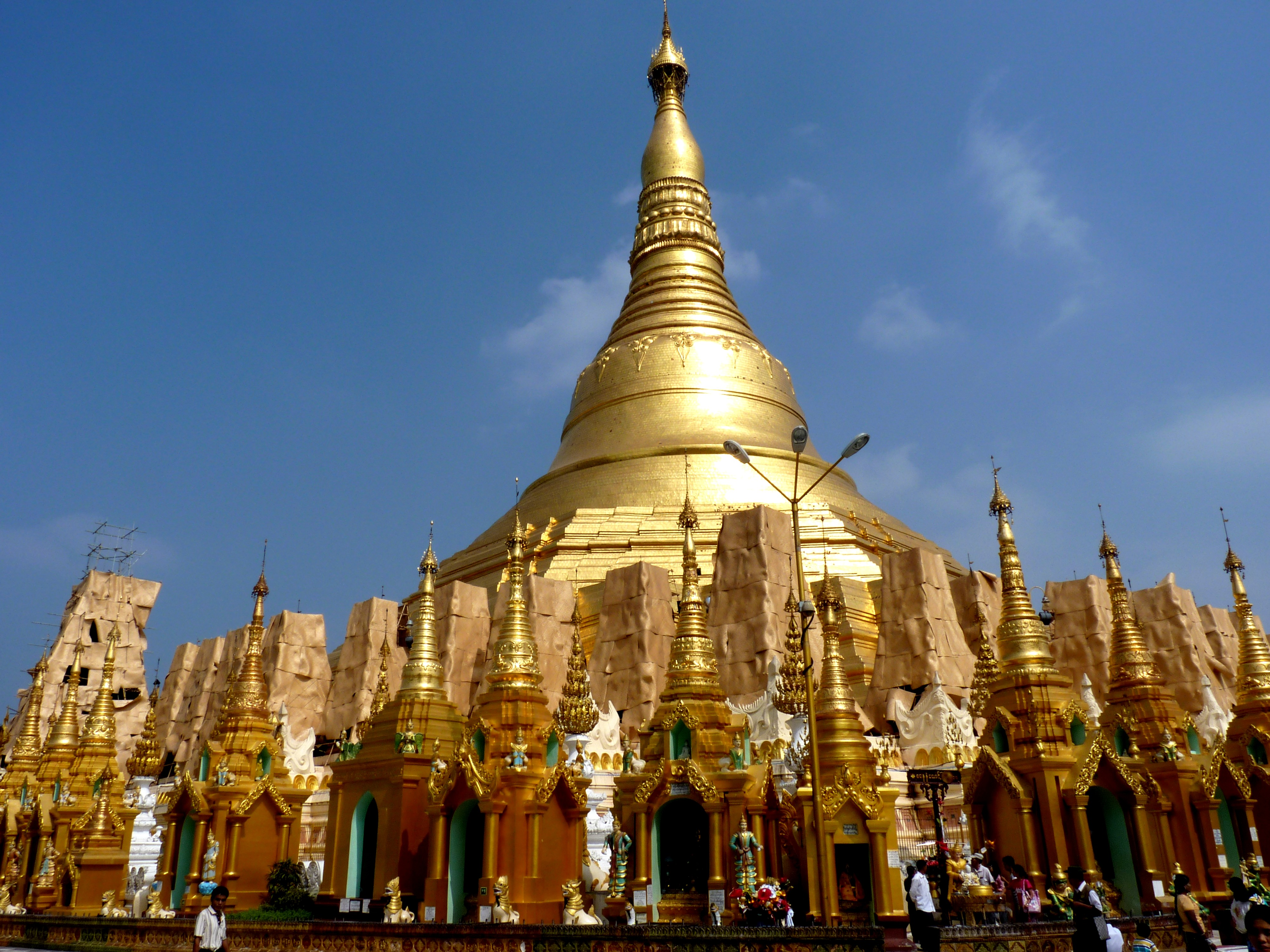
Felújítás alatt 2013-ban